# 24h Le Mans 1995

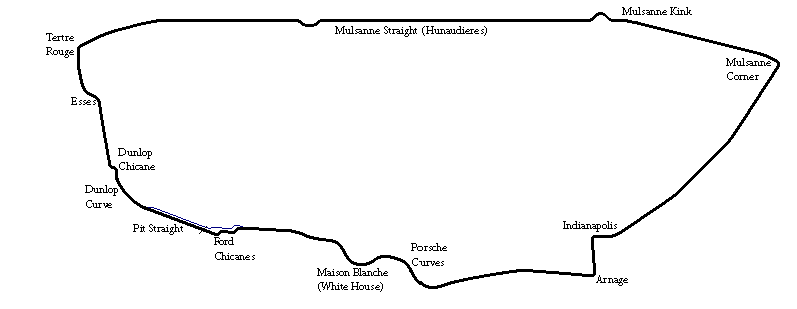
Tor Circuit de la Sarthe

24h Le Mans 1995 – 24–godzinny wyścig rozegrany na torze Circuit de la Sarthe w dniach 17–18 czerwca 1995 roku.

## Wyniki
Źródło: experiencelemans.com
| Poz.  | Klasa | Nr | Zespół                                       | Kierowcy                                                 | Nadwozie                           | Opony | Okr. |
| Poz.  | Klasa | Nr | Zespół                                       | Kierowcy                                                 | Silnik                             | Opony | Okr. |
| ----- | ----- | -- | -------------------------------------------- | -------------------------------------------------------- | ---------------------------------- | ----- | ---- |
| 1     | GT1   | 59 | Kokusai Kaihatsu Racing                      | Yannick Dalmas Masanori Sekiya JJ Lehto                  | McLaren F1 GTR                     | M     | 298  |
| 1     | GT1   | 59 | Kokusai Kaihatsu Racing                      | Yannick Dalmas Masanori Sekiya JJ Lehto                  | BMW S70 6.1L V12                   | M     | 298  |
| 2     | WSC   | 13 | Courage Compétition                          | Bob Wollek Éric Hélary Mario Andretti                    | Courage C34                        | M     | 297  |
| 2     | WSC   | 13 | Courage Compétition                          | Bob Wollek Éric Hélary Mario Andretti                    | Porsche Type-935 3.0L Turbo Flat-6 | M     | 297  |
| 3     | GT1   | 51 | Harrods Mach One Racing David Price Racing   | Andy Wallace Derek Bell Justin Bell                      | McLaren F1 GTR                     | G     | 296  |
| 3     | GT1   | 51 | Harrods Mach One Racing David Price Racing   | Andy Wallace Derek Bell Justin Bell                      | BMW S70 6.1L V12                   | G     | 296  |
| 4     | GT1   | 24 | GTC Gulf Racing                              | Mark Blundell Ray Bellm Maurizio Sandro Sala             | McLaren F1 GTR                     | M     | 291  |
| 4     | GT1   | 24 | GTC Gulf Racing                              | Mark Blundell Ray Bellm Maurizio Sandro Sala             | BMW S70 6.1L V12                   | M     | 291  |
| 5     | GT1   | 50 | Giroix Racing Team                           | Fabien Giroix Jean-Denis Délétraz Olivier Grouillard     | McLaren F1 GTR                     | M     | 290  |
| 5     | GT1   | 50 | Giroix Racing Team                           | Fabien Giroix Jean-Denis Délétraz Olivier Grouillard     | BMW S70 6.1L V12                   | M     | 290  |
| 6     | WSC   | 4  | Porsche Kremer Racing                        | Thierry Boutsen Hans-Joachim Stuck Christophe Bouchut    | Kremer K8 Spyder                   | G     | 289  |
| 6     | WSC   | 4  | Porsche Kremer Racing                        | Thierry Boutsen Hans-Joachim Stuck Christophe Bouchut    | Porsche Type-935 3.0L Turbo Flat-6 | G     | 289  |
| 7     | WSC   | 5  | D.T.R. Mazdaspeed Co. Ltd.                   | Yōjirō Terada Jim Downing Franck Fréon                   | Kudzu DG-3                         | G     | 282  |
| 7     | WSC   | 5  | D.T.R. Mazdaspeed Co. Ltd.                   | Yōjirō Terada Jim Downing Franck Fréon                   | Mazda 13B 2.0L 4-Rotor             | G     | 282  |
| 8     | GT2   | 84 | Team Kunimitsu Honda                         | Keiichi Tsuchiya Akira Iida Kunimitsu Takahashi          | Honda NSX                          | Y     | 275  |
| 8     | GT2   | 84 | Team Kunimitsu Honda                         | Keiichi Tsuchiya Akira Iida Kunimitsu Takahashi          | Honda 3.0L V6                      | Y     | 275  |
| 9     | GT2   | 73 | Callaway Competition                         | Enrico Bertaggia Johnny Unser Frank Jelinski             | Callaway Corvette SuperNatural     | BF    | 273  |
| 9     | GT2   | 73 | Callaway Competition                         | Enrico Bertaggia Johnny Unser Frank Jelinski             | Chevrolet 6.3L V8                  | BF    | 273  |
| 10    | GT1   | 22 | NISMO                                        | Hideo Fukuyama Masahiko Kondō Shunji Kasuya              | Nissan Skyline GT-R LM             | B     | 271  |
| 10    | GT1   | 22 | NISMO                                        | Hideo Fukuyama Masahiko Kondō Shunji Kasuya              | Nissan 2.6L Turbo I6               | B     | 271  |
| 11    | GT2   | 75 | Agusta Racing Team                           | Robin Donovan Eugene O’Brien Rocky Agusta                | Callaway Corvette SuperNatural     | D     | 271  |
| 11    | GT2   | 75 | Agusta Racing Team                           | Robin Donovan Eugene O’Brien Rocky Agusta                | Chevrolet 6.3L V8                  | D     | 271  |
| 12    | GT1   | 34 | Pilot Aldix Racing                           | Michel Ferté Olivier Thévenin Carlos Palau               | Ferrari F40 LM                     | M     | 270  |
| 12    | GT1   | 34 | Pilot Aldix Racing                           | Michel Ferté Olivier Thévenin Carlos Palau               | Ferrari 3.0L Turbo V8              | M     | 270  |
| 13    | GT1   | 42 | BBA Compétition                              | Jean-Luc Maury-Laribière Marc Sourd Hervé Poulain        | McLaren F1 GTR                     | D     | 266  |
| 13    | GT1   | 42 | BBA Compétition                              | Jean-Luc Maury-Laribière Marc Sourd Hervé Poulain        | BMW S70 6.1L V12                   | D     | 266  |
| 14    | GT1   | 27 | SARD Co. Ltd.                                | Jeff Krosnoff Marco Apicella Mauro Martini               | Toyota Supra LM                    | D     | 264  |
| 14    | GT1   | 27 | SARD Co. Ltd.                                | Jeff Krosnoff Marco Apicella Mauro Martini               | Toyota 3S-GTE 2.1L Turbo I4        | D     | 264  |
| 15    | GT2   | 77 | Seikel Motorsport                            | Guy Kuster Karel Dolejsi Peter Seikel                    | Porsche 911 GT2                    | P     | 263  |
| 15    | GT2   | 77 | Seikel Motorsport                            | Guy Kuster Karel Dolejsi Peter Seikel                    | Porsche 3.6L Turbo Flat-6          | P     | 263  |
| 16    | GT2   | 78 | Jean-François Veroux                         | Eric van de Vyver Didier Ortion Jean-François Veroux     | Porsche 911 GT2                    | G     | 262  |
| 16    | GT2   | 78 | Jean-François Veroux                         | Eric van de Vyver Didier Ortion Jean-François Veroux     | Porsche 3.6L Turbo Flat-6          | G     | 262  |
| 17    | GT2   | 81 | Richard Jones                                | Nick Adams Richard Jones Gerard MacQuillan               | Porsche 911 GT2                    | G     | 250  |
| 17    | GT2   | 81 | Richard Jones                                | Nick Adams Richard Jones Gerard MacQuillan               | Porsche 3.6L Turbo Flat-6          | G     | 250  |
| 18    | GT1   | 41 | Ennea SRL Ferrari Club Italia                | Gary Ayles Massimo Monti Fabio Mancini                   | Ferrari F40 GTE                    | P     | 237  |
| 18    | GT1   | 41 | Ennea SRL Ferrari Club Italia                | Gary Ayles Massimo Monti Fabio Mancini                   | Ferrari 3.0L Turbo V8              | P     | 237  |
| 19    | GT1   | 54 | Freisinger Motorsport                        | Wolfgang Kaufmann Yukihiro Hane Michel Ligonnet          | Porsche 993 Bi-Turbo               | G     | 229  |
| 19    | GT1   | 54 | Freisinger Motorsport                        | Wolfgang Kaufmann Yukihiro Hane Michel Ligonnet          | Porsche 3.8L Turbo Flat-6          | G     | 229  |
| 20    | LMP2  | 14 | Didier Bonnet Racing                         | Patrice Roussel Eduoard Sezionale Bernard Santal         | Debora LMP295                      | M     | 222  |
| 20    | LMP2  | 14 | Didier Bonnet Racing                         | Patrice Roussel Eduoard Sezionale Bernard Santal         | Ford Cosworth 2.0L Turbo I4        | M     | 222  |
| 21 NS | GT1   | 44 | Venturi Automobiles SA                       | Jean-Marc Gounon Paul Belmondo Arnaud Trévisiol          | Venturi 600LM                      | M     | 193  |
| 21 NS | GT1   | 44 | Venturi Automobiles SA                       | Jean-Marc Gounon Paul Belmondo Arnaud Trévisiol          | Renault PRV 3.0L Turbo V6          | M     | 193  |
| 22 NS | GT2   | 71 | Team Marcos                                  | David Leslie Chris Marsh François Migault                | Marcos Mantara LM600               | D     | 184  |
| 22 NS | GT2   | 71 | Team Marcos                                  | David Leslie Chris Marsh François Migault                | Chevrolet 6.3L V8                  | D     | 184  |
| 23 NS | GT1   | 46 | Honda Motor Co. Ltd.                         | Hideki Okada Philippe Favre Naoki Hattori                | Honda NSX GT1                      | D     | 121  |
| 23 NS | GT1   | 46 | Honda Motor Co. Ltd.                         | Hideki Okada Philippe Favre Naoki Hattori                | Honda 3.0L Turbo V6                | D     | 121  |
| 24 NU | LMP2  | 9  | Welter Racing                                | William David Jean-Bernard Bouvet Richard Balandras      | WR LM94                            | M     | 196  |
| 24 NU | LMP2  | 9  | Welter Racing                                | William David Jean-Bernard Bouvet Richard Balandras      | Peugeot 2.0L Turbo I4              | M     | 196  |
| 25 NU | GT1   | 45 | Éric Graham                                  | François Birbeau Eric Graham Ferdinand de Lesseps        | Venturi 600LM                      | D     | 178  |
| 25 NU | GT1   | 45 | Éric Graham                                  | François Birbeau Eric Graham Ferdinand de Lesseps        | Renault PRV 3.0L Turbo V6          | D     | 178  |
| 26 NU | WSC   | 3  | Porsche Kremer Racing                        | Jürgen Lässig Franz Konrad Antonio Herrmann de Azevedo   | Kremer K8 Spyder                   | G     | 163  |
| 26 NU | WSC   | 3  | Porsche Kremer Racing                        | Jürgen Lässig Franz Konrad Antonio Herrmann de Azevedo   | Porsche Type-935 3.0L Turbo Flat-6 | G     | 163  |
| 27 NU | GT1   | 23 | NISMO                                        | Kazuyoshi Hoshino Toshio Suzuki Masahiko Kageyama        | Nissan Skyline GT-R LM             | B     | 157  |
| 27 NU | GT1   | 23 | NISMO                                        | Kazuyoshi Hoshino Toshio Suzuki Masahiko Kageyama        | Nissan 2.6L Turbo I6               | B     | 157  |
| 28 NU | GT1   | 57 | PC Automotive Jaguar                         | Richard Piper Tiff Needell James Weaver                  | Jaguar XJ220                       | D     | 135  |
| 28 NU | GT1   | 57 | PC Automotive Jaguar                         | Richard Piper Tiff Needell James Weaver                  | Jaguar JV6 3.5L Turbo V6           | D     | 135  |
| 29 NU | GT2   | 70 | Team Marcos                                  | Chris Hodgetts Thomas Erdos Cor Euser                    | Marcos Mantara LM600               | D     | 133  |
| 29 NU | GT2   | 70 | Team Marcos                                  | Chris Hodgetts Thomas Erdos Cor Euser                    | Chevrolet 6.3L V8                  | D     | 133  |
| 30 NU | GT1   | 49 | West Competition David Price Racing          | John Nielsen Jochen Mass Thomas Bscher                   | McLaren F1 GTR                     | G     | 131  |
| 30 NU | GT1   | 49 | West Competition David Price Racing          | John Nielsen Jochen Mass Thomas Bscher                   | BMW S70 6.1L V12                   | G     | 131  |
| 31 NU | GT1   | 43 | BBA Compétition                              | Emmanuel Clérico Laurent Lecuyer Bernard Chauvin         | Venturi 600LM                      | D     | 130  |
| 31 NU | GT1   | 43 | BBA Compétition                              | Emmanuel Clérico Laurent Lecuyer Bernard Chauvin         | Renault PRV 3.0L Turbo V6          | D     | 130  |
| 32 NU | GT1   | 58 | PC Automotive Jaguar                         | Bernard Thuner Olindo Iacobelli Win Percy                | Jaguar XJ220                       | D     | 123  |
| 32 NU | GT1   | 58 | PC Automotive Jaguar                         | Bernard Thuner Olindo Iacobelli Win Percy                | Jaguar JV6 3.5L Turbo V6           | D     | 123  |
| 33 NU | GT2   | 76 | Agusta Racing Team                           | Thorkild Thyrring Almo Coppelli Patrick Bourdais         | Callaway Corvette SuperNatural     | D     | 96   |
| 33 NU | GT2   | 76 | Agusta Racing Team                           | Thorkild Thyrring Almo Coppelli Patrick Bourdais         | Chevrolet 6.3L V8                  | D     | 96   |
| 34 NU | GT1   | 37 | Larbre Compétition                           | Dominique Dupuy Emmanuel Collard Stéphane Ortelli        | Porsche 911 GT2 Evo                | M     | 82   |
| 34 NU | GT1   | 37 | Larbre Compétition                           | Dominique Dupuy Emmanuel Collard Stéphane Ortelli        | Porsche 3.6L Turbo Flat-6          | M     | 82   |
| 35 NU | GT2   | 79 | Stadler Motorsport                           | Enzo Calderari Lilian Bryner Andreas Fuchs               | Porsche 911 GT2                    | P     | 81   |
| 35 NU | GT2   | 79 | Stadler Motorsport                           | Enzo Calderari Lilian Bryner Andreas Fuchs               | Porsche 3.6L Turbo Flat-6          | P     | 81   |
| 36 NU | GT1   | 25 | GTC Gulf Racing                              | Pierre-Henri Raphanel Philippe Alliot Lindsay Owen-Jones | McLaren F1 GTR                     | M     | 77   |
| 36 NU | GT1   | 25 | GTC Gulf Racing                              | Pierre-Henri Raphanel Philippe Alliot Lindsay Owen-Jones | BMW S70 6.1L V12                   | M     | 77   |
| 37 NU | GT1   | 36 | Larbre Compétition                           | Jean-Pierre Jarier Jesús Pareja Érik Comas               | Porsche 911 GT2 Evo                | M     | 64   |
| 37 NU | GT1   | 36 | Larbre Compétition                           | Jean-Pierre Jarier Jesús Pareja Érik Comas               | Porsche 3.6L Turbo Flat-6          | M     | 64   |
| 38 NU | GT2   | 91 | Heico Motorsport Kremer Racing               | Tomás Saldaña Miguel Ángel de Castro Alfons Orleański    | Porsche 911 GT2                    | G     | 63   |
| 38 NU | GT2   | 91 | Heico Motorsport Kremer Racing               | Tomás Saldaña Miguel Ángel de Castro Alfons Orleański    | Porsche 3.6L Turbo Flat-6          | G     | 63   |
| 39 NU | GT1   | 30 | ZR-1 Corvette Team USA                       | John Paul Jr. Chris McDougall James Mero                 | Chevrolet Corvette ZR-1            | G     | 57   |
| 39 NU | GT1   | 30 | ZR-1 Corvette Team USA                       | John Paul Jr. Chris McDougall James Mero                 | Chevrolet 6.3L Turbo V8            | G     | 57   |
| 40 NU | GT1   | 40 | Ennea SRL Ferrari Club Italia                | Anders Olofsson Luciano Della Noce Tetsuya Ōta           | Ferrari F40 GTE                    | P     | 42   |
| 40 NU | GT1   | 40 | Ennea SRL Ferrari Club Italia                | Anders Olofsson Luciano Della Noce Tetsuya Ōta           | Ferrari 3.0L Turbo V8              | P     | 42   |
| 41 NU | GT1   | 52 | Lister Cars Ltd.                             | Geoff Lees Dominic Chappell Rupert Keegan                | Lister Storm GTS                   | M     | 40   |
| 41 NU | GT1   | 52 | Lister Cars Ltd.                             | Geoff Lees Dominic Chappell Rupert Keegan                | Jaguar 7.0L V12                    | M     | 40   |
| 42 NU | GT1   | 55 | Jean-Claude Miloé Societé Larbre Compétition | Pierre Yver Jean-Luc Chéreau Jack Leconte                | Porsche 911 GT2 Evo                | M     | 40   |
| 42 NU | GT1   | 55 | Jean-Claude Miloé Societé Larbre Compétition | Pierre Yver Jean-Luc Chéreau Jack Leconte                | Porsche 3.6L Turbo Flat-6          | M     | 40   |
| 43 NU | LMP2  | 8  | Welter Racing                                | Patrick Gonin Pierre Petit Marc Rostan                   | WR LM94                            | M     | 33   |
| 43 NU | LMP2  | 8  | Welter Racing                                | Patrick Gonin Pierre Petit Marc Rostan                   | Peugeot 2.0L Turbo I4              | M     | 33   |
| 44 NU | WSC   | 11 | Courage Compétition                          | Henri Pescarolo Franck Lagorce Éric Bernard              | Courage C41                        | G     | 26   |
| 44 NU | WSC   | 11 | Courage Compétition                          | Henri Pescarolo Franck Lagorce Éric Bernard              | Chevrolet 5.0L V8                  | G     | 26   |
| 45 NU | GT1   | 26 | SARD Co. Ltd.                                | Alain Ferté Kenny Acheson Tomiko Yoshikawa               | Sard MC8-R                         | D     | 14   |
| 45 NU | GT1   | 26 | SARD Co. Ltd.                                | Alain Ferté Kenny Acheson Tomiko Yoshikawa               | Toyota 4.0L Turbo V8               | D     | 14   |
| 46 NU | GT2   | 82 | Elf Haberthur Racing                         | Charles Margueron Pierre de Thoisy Philippe Siffert      | Porsche 911 GT2                    | P     | 13   |
| 46 NU | GT2   | 82 | Elf Haberthur Racing                         | Charles Margueron Pierre de Thoisy Philippe Siffert      | Porsche 3.6L Turbo Flat-6          | P     | 13   |
| 47 NU | WSC   | 1  | Euromotorsport Racing Inc.                   | Massimo Sigala Jay Cochran René Arnoux                   | Ferrari 333 SP                     | G     | 7    |
| 47 NU | WSC   | 1  | Euromotorsport Racing Inc.                   | Massimo Sigala Jay Cochran René Arnoux                   | Ferrari F310E 4.0L V12             | G     | 7    |
| 48 NU | GT1   | 47 | Honda Motor Co. Ltd.                         | Armin Hahne Bertrand Gachot Ivan Capelli                 | Honda NSX GT1                      | D     | 7    |
| 48 NU | GT1   | 47 | Honda Motor Co. Ltd.                         | Armin Hahne Bertrand Gachot Ivan Capelli                 | Honda 3.0L Turbo V6                | D     | 7    |